# 中国编辑学会
中国编辑学会是中华人民共和国编辑出版界单位和个人组成的全国性、学术性、非营利性社会团体，由中共中央宣传部主管，1992年10月在北京市成立。

## 历任会长
- 刘杲
- 桂晓风
- 郝振省